# تشيزاري غوسوني
تشيزاري غوسوني (20 يناير 1934 - 28 أكتوبر 2024) حكم كرة قدم إيطالي حصل على جائزة جيوفاني ماورو كأفضل حكم للموسم عام 1978، تم إدراجه في قاعة مشاهير كرة القدم الإيطالية عام 2013.